# 陈嘉唯
陈嘉唯（英語：Renée Chen，1985年7月2日—），生于台湾台北市，為台湾的歌手、作曲家。

## 生平
陈嘉唯出生于台湾台北，她还有一个同樣為音樂家的哥哥Gary Chen。6岁时，她隨家人移居美国洛杉矶。陈嘉唯现居台北、美國兩地。
陈嘉唯參與王力宏《Cockney Girl》一曲MV的錄製。

## 作品列表
華納音樂：
- 2003年11月：Who's Renee

以Who's Renee專輯入圍台灣第15屆金曲獎最佳新人：
- 2004年1月：Warner 10th Anniversary Concert (CD+DVD) （页面存档备份，存于）

- 2004年10月：《鬥魚 II》原声音乐 （页面存档备份，存于）

- 2007年8月：《幸福的天空 （页面存档备份，存于）》 (VA)

台灣索尼音樂娛樂：
- 2008年10月: 奇蹟Renée
- 2008年11月：Miracle

本色音樂：
- 2014年8月:  和頑童MJ116合作Sing forever（Ft.Renée 陳嘉唯）

- 2015年5月:  和Sony / ATV簽訂詞曲專屬創作

華納音樂：
- 2015年6月:  和謝和弦合作Save Me（Ft. Renée陳嘉唯）

獨立製作 有料音樂代理滾石唱片ROCK RECORDS發行：
- 2015年11月：Bad Bad Girl EP專輯
- 2015年11月20日：台北The Wall舉辦作品發表演唱會，並獲得中華電信MOD線上全球直播。

獨立製作SKRpresents 史科特音樂數位發行：
- 2017年11月6日:和 頑童MJ116 & 音樂製作人陶山合作單曲 BETTER BELIEVE ME(remix)